# سبنسر بلات (صحفي)
سبنسر بلات (بالإنجليزية: Spencer Platt) هو مصور حربي ‏ وصحفي ومصور أمريكي، ولد في 16 مارس 1970 في ويستبورت (كونيتيكت) في الولايات المتحدة.